# Straßenradsport-Weltmeisterschaften 1968
Die Straßenradsport-Weltmeisterschaften 1968 fanden am 31. August und 1. September für Profi-Rennfahrer und Frauen im italienischen Imola statt. Die den Amateuren vorbehaltenen olympischen Disziplinen, Mannschaftszeitfahren und Amateur-Einzelrennen wurden am 7. und 10. November in Montevideo, Uruguay, ausgetragen.

## Renngeschehen

### Imola
Am Profi-Rennen in Italien nahmen 84 Starter teil, von denen nur 19 das Ziel erreichten. Der Rest musste den drei „giftigen Steigungen“ (Boelsen) auf der 277,3 Kilometer langen Strecke Tribut zollen. Gefahren wurde ein Rundkurs von 15,406 Kilometern Länge. Am Abend vor dem Rennen hatte Jacques Anquetil versucht, eine „Anti-Merckx-Front“ aufzubauen. Die geplante Sonderbewachung erübrigte sich im Laufe des Rennens, da in einer achtköpfigen Ausreißergruppe Mannschaftskollegen von Merckx waren, darunter der spätere Weltmeister Vittorio Adorni, den Merckx ziehen ließ, da Adorni ihm den Sieg beim Giro d’Italia 1968 ermöglicht hatte. In der 13. Runde konnte sich Adorni absetzen, fuhr ein 75 Kilometer langes Solo und gewann mit einem Vorsprung von über neun Minuten, der deutlichste Vorsprung bei einer WM seit 1928. Für seinen Sieg hatte er eine Durchschnittsgeschwindigkeit von 38,9 km/h zu bewältigen. Von acht deutschen Startern kamen nur Rudi Altig (12.) und Karl-Heinz Kunde (13.) ins Ziel. Vor heimischem Publikum platzierten sich fünf italienische Fahrer unter den ersten sechs.
Die Frauen hatten auf einem fünf Kilometer langen Rundkurs elf Runden zu absolvieren und hatte mit glühender Hitze und böigem Wind zu kämpfen. 43 Frauen aus 13 Ländern waren am Start. Die niederländische Studentin Keetie van Oosten-Hage, die wenige Tage zuvor die Bronzemedaille bei der Bahn-WM im 3000-m-Verfolgungsfahren gewonnen hatte, erkämpfte sich den Straßen-WM-Titel im Spurt vor der sowjetischen Fahrerin Bajba Tsaune. Oosten-Hage hatte die 55,2-Kilometer-Strecke in 36,8 km/ha zurückgelegt. Die DDR-Fahrerin Hannelore Mattig stürzte 1000 Meter vor dem Ziel, das sie erst als 18. erreichte.

### Montevideo
Die Amateur-Wettbewerbe in Montevideo waren die ersten Rad-Weltmeisterschaften, die in Südamerika stattfanden. Die Trennung der Wettbewerbe hatte praktische Gründe: Wegen der Olympischen Spiele in Mexiko im Oktober und der damit verbundenen längeren Anreise nach Mittelamerika hatte man diese Lösung gewählt. Das Straßenrennen fand dem auf 20 Kilometer langen Carrasco-Rundkurs statt, der flach, aber sehr windig war. Im Einzelrennen starteten 53 Fahrer aus zwölf Nationen. Es gewann im Spurt der 24-jährige Italiener Vittorio Marcelli mit einem Stundenmittel von 40 km/h. Mit dem Italien-Vierer war er zuvor beim Mannschaftszeitfahren Dritter geworden. Vizeweltmeister wurde der Brasilianer Luis Carlos Florès vor dem schwedischen Mannschaftsweltmeister Erik Pettersson.
Das schwedische Team mit den vier Pettersson-Brüdern hatte die Weltmeisterschaft im Mannschaftszeitfahren nach 1967 zum zweiten Mal gewonnen. Überraschender Zweiter wurde die Schweizer Mannschaft vor den Italienern.
Bei beiden Wettbewerben waren weder ost- noch westdeutsche Sportler am Start. Die DDR-Sportführung hatte schon bei den Olympischen Spielen ihre Straßenfahrer vom Einzelrennen zurückgezogen, nach dem der Straßenvierer enttäuschend nur 13. geworden war. Wegen der fehlenden deutschen Präsenz gab es in den deutschen Medien nur eine spärliche WM-Berichterstattung.

## Ergebnisse

### Imola
| Platz | Athletin               | Land | Zeit      |
| ----- | ---------------------- | ---- | --------- |
| 1     | Keetie van Oosten-Hage | NED  | 1:29:06 h |
| 2     | Bajba Tsaune           | URS  | ?         |
| 3     | Morena Tartagni        | ITA  | ?         |
| 4     | Elsy Jacobs            | LUX  | alle ?    |
| 5     | Audrey McElmury        | USA  | alle ?    |
| 6     | Thea Smulders          | NED  | alle ?    |
| 7     | Nina Trofimowa         | URS  | alle ?    |
| 8     | Emīlija Sonka          | URS  | alle ?    |
| 9     | Nicole Van Den Broeck  | BEL  | alle ?    |
| 10    | Ljubow Sadoroschnaja   | URS  | alle ?    |
| 11    | Anna Konkina           | URS  | alle ?    |
| 12    | Carla Bosio            | ITA  | alle ?    |
| 13    | Beryl Burton           | GBR  | alle ?    |
| 14    | Bernadette Swinnerton  | GBR  | alle ?    |
| 15    | Elisabetta Maffeis     | ITA  | alle ?    |
| 16    | Jacky Barbedette       | FRA  | alle ?    |
| 17    | Maria Cressari         | ITA  | alle ?    |
| 18    | Hannelore Mattig       | GDR  | alle ?    |
| 19    | Hennie Faber-Hondeveld | NED  | alle ?    |
| 20    | Irma Jussila           | FIN  | alle ?    |

| Platz | Athlet              | Land | Zeit             |
| ----- | ------------------- | ---- | ---------------- |
| 1     | Vittorio Adorni     | ITA  | 7:27:39 h        |
| 2     | Herman Van Springel | BEL  | + 09:50 min      |
| 3     | Michele Dancelli    | ITA  | + 10:18 min      |
| 4     | Franco Bitossi      | ITA  | alle + 10:18 min |
| 5     | Vito Taccone        | ITA  | alle + 10:18 min |
| 6     | Felice Gimondi      | ITA  | alle + 10:18 min |
| 7     | Raymond Poulidor    | FRA  | alle + 10:18 min |
| 8     | Eddy Merckx         | BEL  | alle + 10:18 min |
| 9     | Jean Jourden        | FRA  | alle + 10:18 min |
| 10    | Lucien Aimar        | FRA  | alle + 10:18 min |
| 11    | Jacques Anquetil    | FRA  | alle + 10:18 min |
| 12    | Rudi Altig          | GER  | + 11:07 min      |
| 13    | Karl-Heinz Kunde    | GER  | + 12:05 min      |
| 14    | Gianni Motta        | ITA  | + 12:07 min      |
| 15    | Rik Van Looy        | BEL  | + 12:07 min      |
| 16    | Joaquim Agostinho   | POR  | + 15:25 min      |
| 17    | Johny Schleck       | LUX  | + 18:10 min      |
| 18    | Harry Steevens      | NED  | + 20:00 min      |
| 19    | Louis Pfenninger    | SUI  | + 20:00 min      |

### Montevideo
| Platz | Land | Athlet                                                              | Zeit      |
| ----- | ---- | ------------------------------------------------------------------- | --------- |
| 1     | SWE  | Erik Pettersson/Gösta Pettersson/ Sture Pettersson/Tomas Pettersson | 1:54:48 h |
| 2     | SUI  | Bruno Hubschmid/Robert Thalmann/ Walter Bürki/Erich Spahn           | 2:01:20 h |
| 3     | ITA  | Vittorio Marcelli/Flavio Martini/ Giovanni Bramucci/Benito Pigato   | 2:02:05 h |

| Platz | Athlet             | Land | Zeit           |
| ----- | ------------------ | ---- | -------------- |
| 1     | Vittorio Marcelli  | ITA  | 5:00:24 h      |
| 2     | Luis Carlos Florès | BRA  | 5:00:24 h      |
| 3     | Erik Pettersson    | SWE  | 5:00:24 h      |
| 4     | Martin Rodriguez   | COL  | alle 5:00:24 h |
| 5     | Mogens Frey        | DEN  | alle 5:00:24 h |
| 6     | Flavio Martini     | ITA  | alle 5:00:24 h |
| 7     | Verner Blaudzun    | DEN  | alle 5:00:24 h |
| 8     | Arturo Martinez    | CHI  | alle 5:00:24 h |
| 9     | Constantino Conti  | ITA  | alle 5:00:24 h |
| 10    | Giovanni Bramucci  | ITA  | alle 5:00:24 h |
| 0 …   |                    |      |                |